# 138 Толоза
138 Толоза (138 Tolosa) — астероїд головного поясу, відкритий 19 травня 1874 року.